# Fabio Masotti
Fabio Masotti (* 3. Juni 1974 in Udine) ist ein ehemaliger italienischer Radrennfahrer.
2004 wurde Fabio Masotti zweifacher italienischer Meister, im Zweier-Mannschaftsfahren (mit Angelo Ciccone) sowie im Punktefahren. 2005 errang er den nationalen Titel im Scratch, und 2007 konnte er den Erfolg im Madison mit Ciccone wiederholen. Zweimal gewann er die Tre Giorni Citta di Pordenone, 2004 mit Jean-Pierre van Zyl und  Marco Villa sowie 2006 mit Villa und Ciccone. 2006 wurde er zudem Sechster im Straßenrennen bei den Militär-Weltmeisterschaften.
2008 startete Masotti bei den Olympischen Spielen in Peking und belegte im Zweier-Mannschaftsfahren mit Ciccone Rang 14. Im Jahre 2011 wurde er Vierter der Clasica Primera de Mayo Argentina Salta und gewann eine Etappe der Rumänien-Rundfahrt.